# Caves Montesquius
Les Caves Montesquius són un edifici de Sant Sadurní d'Anoia (Alt Penedès) inclòs a l'Inventari del Patrimoni Arquitectònic de Catalunya.

## Descripció
Edifici de principis del segle XX situat als afores del nucli de la vila. Presenta un llarga façana dividida en tres cossos, essent més petita la central. En una de les cantonades de l'edifici trobem una torre circular. Per accedir al recinte pròpiament dit cal primer passar per una petita escalinata que ens condueix a l'entrada principal, on al damunt de l'arc d'accés hi ha escrit el nom de caves Montesquius.